# Cubophis
Cubophis is een geslacht van slangen uit de familie toornslangachtigen (Colubridae) en de onderfamilie Dipsadinae.

## Naam en indeling
De wetenschappelijke naam van de groep werd voor het eerst voorgesteld door Stephen Blair Hedges & Nicolas Vidal in 2009. Er zijn zes soorten, de soort Cubophis brooksi werd lange tijd beschouwd als een ondersoort van Cubophis cantherigerus.

### Soorten
Het geslacht omvat de volgende soorten, met de auteur en het verspreidingsgebied. Soorten waarbij de auteur(s) tussen haakjes is geplaatst, werden oorspronkelijk tot een ander geslacht gerekend.
| Naam                   | Auteur          | Verspreidingsgebied                 |
| ---------------------- | --------------- | ----------------------------------- |
| Cubophis brooksi       | (Barbour, 1914) | Honduras                            |
| Cubophis cantherigerus | (Bibron, 1840)  | Cuba, Kaaimaneilanden, Cay Sal Bank |
| Cubophis caymanus      | (Garman, 1887)  | Grand Cayman                        |
| Cubophis fuscicauda    | (Garman, 1888)  | Kaaimaneilanden                     |
| Cubophis ruttyi        | (Grant, 1941)   | Kaaimaneilanden                     |
| Cubophis vudii         | (Cope, 1862)    | Bahama's                            |

## Verspreiding en habitat
De soorten komen voor in delen van Midden-Amerika leven in de landen en deelgebieden Cuba, Honduras, de Bahama's en de Kaaimaneilanden (UK).
De habitat bestaat uit tropische en subtropische bossen, zowel vochtige laaglandbossen, droge bossen als droge tropische en subtropische scrublands. Ook in door de mens aangepaste streken zoals landelijke tuinen en gebieden met geïntroduceerde planten kunnen de dieren worden aangetroffen.

## Beschermingsstatus
Door de internationale natuurbeschermingsorganisatie IUCN is aan vijf soorten een beschermingsstatus toegewezen. De slangen worden beschouwd als 'veilig' (Least Concern of LC).